# Црква Светог Јована Крститеља у Јерусалиму
Црква Светог Јована Крститеља је једна од најстаријих у Јерусалиму. Потиче из 5. века и налази се на подручју Муристан у хришћанској четврти Јерусалима. Позната је и као сребрна црква. У свом садашњем облику, већина надземне цркве датира из 11. века, а крипта потиче из касног римског или византијског периода, између око 324. и 500. године.

## Историја
Прва грађевина, тролисна зграда оријентисана у правцу север-југ, саграђена је негде у 4.-5. веку и служила је за непознате намене. Оштећена је током персијског освајања Јерусалима 614. године, а затим је знатно измењена. Обновљен током 7. века од стране патријарха александријског Јована Милостивог.
До 11. века древна грађевина је потонула на најмање 3 метра испод нивоа тла, са блокираним вратима и прозорима, и служила је као складиште за робу и воду. Током овог века, организација амалфитанских трговаца населила се у Јерусалиму и заузела југозападни угао Хадријановог зида, где су основали ходочаснички хоспициј, заједно са болницом и црквом. Нова црква је подигнута изнад древне грађевине, која је постала њен подрум и диктирала трослојни распоред читаве цркве. Ову цркву држали су бенедиктинци. Године 1099. у болници су лечени витезови крсташи повређени током опсаде Јерусалима, а након опоравка почели су да постају редови витезова болнице Свети Јован од Јерусалима, названог по цркви, познати и као Витезови болничари. Након што је Саладин освојио Јерусалим 1187. године, подрум је очигледно био испуњен отпадом.
Крајем 15. века, Грчка православна патријаршија у Јерусалиму је добила цркву и највероватније је подрум претворила у капелицу. Током 16. века, црква је кратко време коришћена као џамија, али су је убрзо опоравили грчки православци, који су 1660. године поред ње изградили велики ходочаснички хоспициј. 
У 19. веку, крипта је очишћена, а из зидарског олтара изнете су реликвије.
Давно мишљење да је оригинална касна римска или византијска структура изграђена као црква, делимично се ослања на Џона Руфуса, који се у својим Плеропхоријама можда односи на цркву посвећену Светом Јовану Крститељу, која постоји у Јерусалиму током 6. века. Византијски извори се односе на светилиште у западном делу Јерусалима које је чувало реликвије Крститељеве главе. Не постоји археолошки или текстуални докази да је садашња Црква Јована Крститеља црква на коју су можда алудирали Џон Руфус или други византијски извори. Касна римска грађевина коју је Хумберт ископао у периоду 2010-2011, која је постала крипта садашње цркве, нема никаквих хришћанских архитектонских ознака, али то се није могло очекивати ни током 4-5. века, када је црквена архитектура још увек пратила римски прехришћанске стилове. Хумберт дозвољава могућност да храм посвећен глави Јована Крститеља не служи литургијској намени, па је стога имало необичан распоред; или да је првобитно секуларна зграда могла бити преуређена као црква. Он такође сугерише да је обнова цркве на овом подручју од стране Светог Јована Милостивог, након 614. године могла довести до касније конфузије. Чињеница да је ходочаснички хоспициј саграђен на овом истом подручју од стране Карла Великог увек се помињала као Св. Марија, а не свети Јован, што указује да је веза са Крститељем касније настала. 
Хумберт не одбацује могућност да је древна грађевина могла бити подигнута као секуларна грађевина од стране Константина Великог, или као хришћански храм или црква од стране Евдокије (као што предлажу византијски извори), још вероватније Јустинијан или Анастасије I који су око 500. године подигли цркву посвећену светом Јовану Крститељу на реци Јордан.